# Hippopotamenema aliporensis
Hippopotamenema aliporensis ist eine Art der Spulwürmer und einziger Vertreter der Gattung Hippopotamenema. Er ist ein Parasit beim Flusspferd.

## Merkmale
Die Art und Gattung unterscheidet sich von allen Atractinae dadurch, dass die Mundöffnung bauchwärts liegt und nicht von Lippen umgeben ist. Die Kopfregion trägt zwei submediane und zwei subventrale Papillen und seitlich ein Paar Amphiden. In die breite, kleine und U-förmige Mundhöhle ragt ein Paar Ösophaguszähne. Die Halsregion ist von einem Kragen umgeben, der vorn ansetzt und eine freie glockenförmige transparente Scheide bildet.
Hippopotamenema aliporensis ist kräftig und Weibchen sind 3,65 bis 3,7 mm lang und 0,12 mm dick, Männchen standen für die Erstbeschreibung nicht zur Verfügung. Die Mundhöhle ist 29,7–30 μm lang und 23,1–25 μm breit. Der Ösophagus besteht aus Körper (186,5–188 μm lang), Isthmus und Bulbus (75×51 µm). Der Nervenring umgibt den Isthmus, die Exkretionspore liegt dahinter. Die Vulva liegt nahe am Anus. Es ist nur ein Ovar ausgebildet (monodelphisch), das röhrenförmig ist. Der Uterus ist schlauchförmig. Das Rektum wird von wenigen Rektaldrüsen umgeben. Der Schwanz ist 1 mm lang und spitz zulaufend. Der glockenförmige Kragen hat einen Durchmesser von 38 μm und liegt etwa 62 μm hinter dem Vorderende. Der Nervenring liegt 0,2 mm, die Exkretionspore 0,350 mm hinter dem Vorderende. Die Vulva liegt hinter der Körpermitte, 219,5–220 µm vor dem Hinterende, der Anus 2,8 mm hinter dem Vorderende.